# Cerastium uniflorum
Cerastium uniflorum — вид квіткових рослин з родини гвоздикових (Caryophyllaceae). Ареал: Німеччина (Баварія), Швейцарія, Ліхтенштейн, Австрія, Польща, Словаччина, Франція, Італія, Словенія, Хорватія.

## Середовище проживання
Росте в тріщинах скель, на вологих уламках, в ярах, на моренах і подібних місцях існування в альпійському або субнівальному поясах, часто як одна з останніх рослин на найвищих вершинах.

## Біоморфологічний опис
Багаторічна пучкова трав'яниста рослина 3–12(15) см заввишки. Кореневище повзуче, темно-коричневе. Стебло просте, тонке, ніжне, висхідне, у нижній частині майже голе, на верхівці залозисто-волосисте з вкрапленими незалозистими волосками. Листки сидячі, незалозисто-волосисті з вкрапленнями залозистих волосків. Нижня листкова пластинка від прямоланцетної до вузькоеліптичної, 7–12 мм завдовжки, 2–4 мм завширшки, середні листки подібні, але часто на 1–2 мм довші та ширші. Верхні листки, відповідно нижні приквітки, 7–17(19) мм завдовжки, 3–7(9) мм завширшки, від прямоланцетних до широкоеліптичних. Суцвіття редуковане до 1 верхівкової квітки. Квітконоси тонкі, завдовжки 8–28 мм, густозалозисті. Чашолистки вузькоеліптичні, на верхівці загострені, 5–7 мм завдовжки. Пелюстки 10–12 мм завдовжки, 8–9 мм завширшки, виїмка глибиною 3.5–4 мм. Плід — коробочка. Цвіте в липні та серпні.